# Stazione di Gyeongju
La stazione di Gyeongju (경주역 - 慶州驛 Gyeongju-yeok) è una stazione passante situata fuori dal centro urbano della città di Gyeongju, nella regione del Gyeongsangbuk-do in Corea del Sud. La stazione si trova sulla linea KTX Gyeongbu ad alta velocità, e gli interscambi possibili sono tramite bus e taxi. In futuro sarà possibile effettuare l'interscambio anche con la linea Jungang e la linea Donghae Nambu.

## Linee
Korail
- Linea KTX Gyeongbu (Alta Velocità)

## Stazioni adiacenti
| «            | Servizio     | »            |
| KTX Gyeongbu | KTX Gyeongbu | KTX Gyeongbu |
| ------------ | ------------ | ------------ |
| Dongdaegu    | -            | Ulsan        |